# Chiesa di Santa Maria Assunta (Fubine)
La chiesa parrocchiale di Santa Maria Assunta è il principale edificio religioso cattolico di Fubine, comune in provincia di Alessandria. Secondo un'antica tradizione locale, sorge su un antecedente tempio romano.
Il campanile ottocentesco - simbolo della cittadina - domina con i suoi 56 mt. di altezza il panorama circostante.

## Storia
La più antica parrocchiale di Fubine fu la chiesa di San Pietro che sorgeva extra muros nella regione di Campus Serrae (nella toponomastica locale Conserra). L'edificio lasciato in abbandono andò in rovina fornendo materiale edilizio per la piccola chiesa di Nostra Signora delle Grazie.
Nel 1519 la sede parrocchiale fu trasferita, in seguito alle scorribande di banditi, nel centro urbano, appunto nella chiesa dedicata a santa Maria Assunta.
L'innalzamento del corpo maggiore risale con tutta probabilità al XII secolo ed è testimoniato da pilastri cilindrici e capitelli di pietra. Nel 1502 fu eretto il campanile e in seguito il coro e le volte con gli altari.
La costruzione venne poi rifatta a metà del XIX secolo pur mantenendo la facciata quattrocentesca in stile gotico e con la sistemazione di dieci nuove cappelle.
I maggiori lavori di restauro in tempi recenti risalgono alla metà del XX secolo e sono dovuti all'opera filantropica di Pietro Robotti, fubinese di nascita, emigrato negli Stati Uniti a inizio del Novecento.

## Caratteristiche

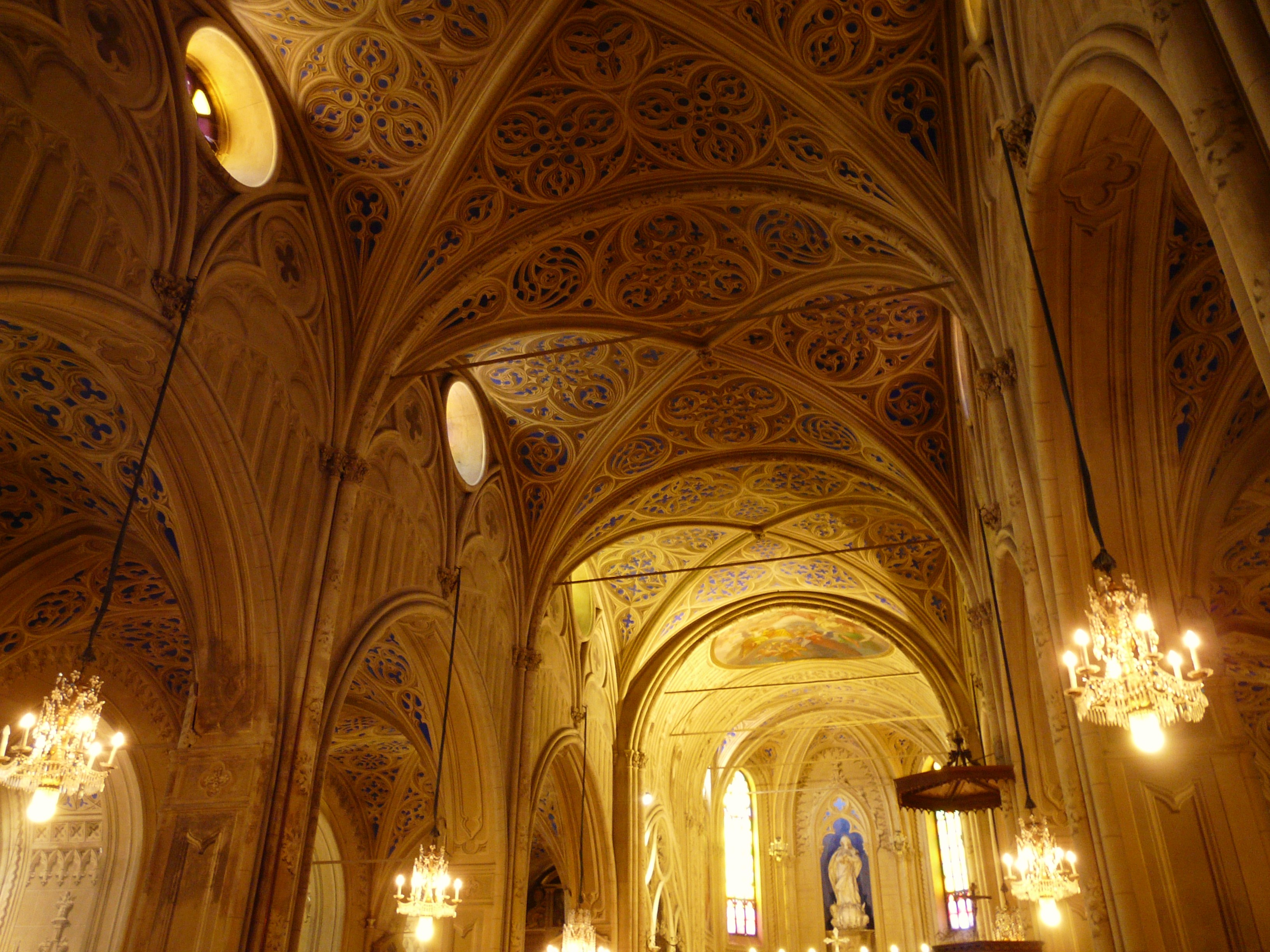
La navata centrale

Posta a fianco del Palazzo comunale, nel centro storico, la chiesa di Santa Maria Assunta fu edificata tra il 1490 e il 1512 per essere successivamente modificata, fino ai rifacimenti in stile neogotico del secondo Ottocento.
L'ampia facciata, tripartita da lesene con cuspidi cilindriche e con rosone in cotto che sovrasta il portale, ricalca - come l'intera costruzione - una tipologia tipica della zona. È considerato uno dei maggiori esempi di architettura quattrocentesca del Piemonte.
Dal sagrato è possibile godere di un'ampia vista sulla valle sottostante e sulle colline in direzione della vicina località di Cuccaro Monferrato e del vicino casalese.
All'interno, di particolare valore artistico sono la Via Crucis con i quadri del pittore Paolo Gaidano (1861-1916) e le decorazioni del pittore Raffaele Panizza.
Nella nicchia di fondo del coro ligneo datato 1711 è collocata una statua in marmo bianco di Carrara, di stile barocco e di probabile scuola del Bernini, raffigurante la Vergine Assunta, titolare della chiesa. Sempre nel coro è situato un Angelo orante del 1887, opera del pittore Costantino Serena, autore anche di un trionfo della vergine, posto nella volta.
Nella cappella di fondo della navata sinistra vi è poi il polittico del Santo Rosario del 1854 composto da quindici tavole dipinte da Ambrogio Oliva, suocero di Guglielmo Caccia detto il Moncalvo.
Tra gli arredi, oltre all'altare maggiore in marmo policromo, è da segnalare l'organo di duemila canne.
È presente inoltre una lapide a ricordo dei sette cittadini periti nel naufragio dell'Arandora Star nel 1940.

## Il campanile
L'antico campanile venne demolito nel 1858 e sostituito con quello attuale, su progetto dell'architetto Angelo Marchini. L'architetto si ispirò per il suo progetto al campanile di Giotto che affianca la Cattedrale di Santa Maria del Fiore a Firenze. A differenza di quello, però, il campanile di Fubine presenta i contrafforti poligonali estesi oltre il cornicione a forma di quattro gugliotti che racchiudono la guglia centrale.
Al campanile di Fubine sono state dedicate canzoni e poesie di autori locali, fra cui Mario Testa e Giovanni Rapetti.

## Galleria d'immagini

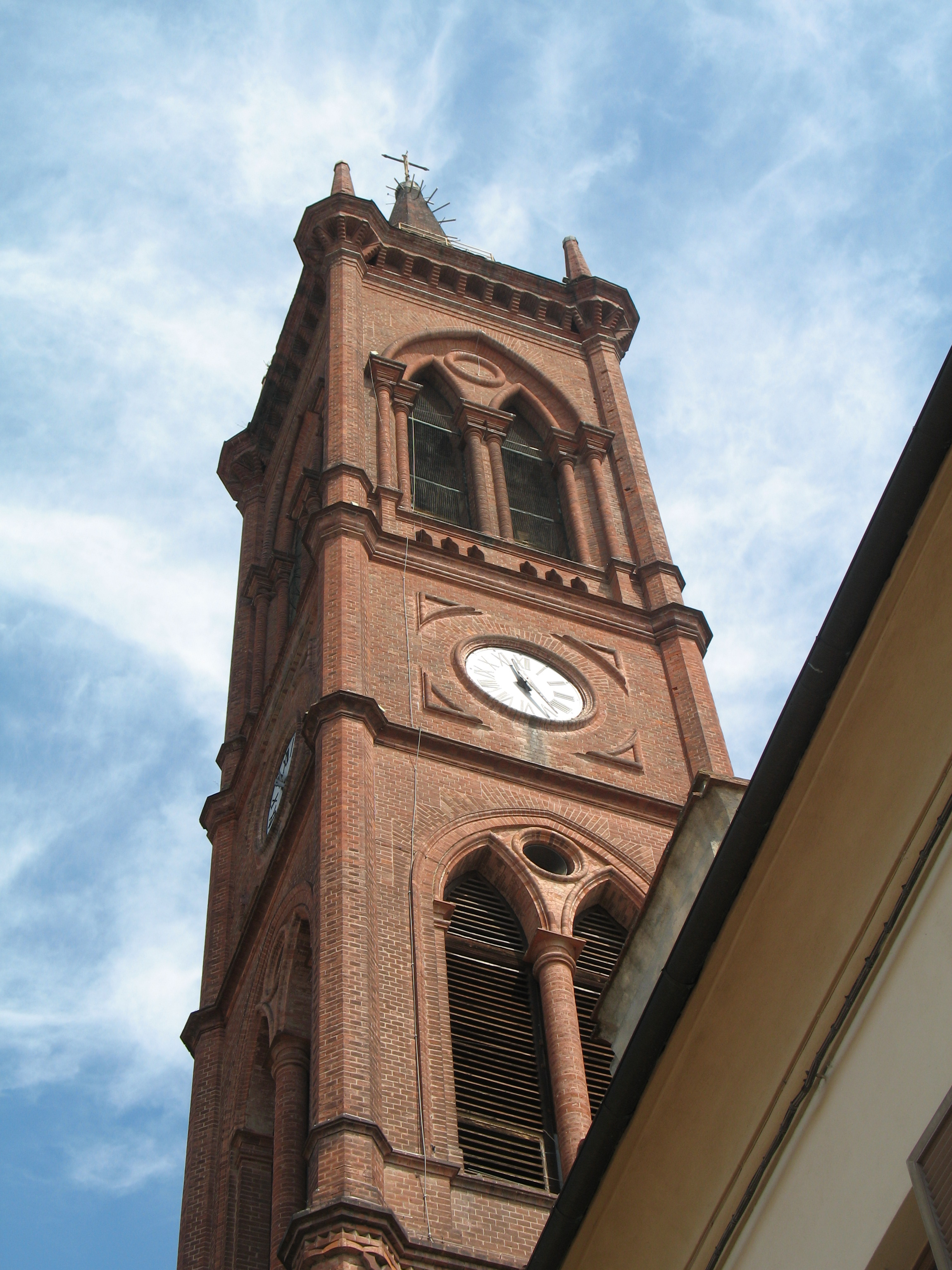
Il campanile
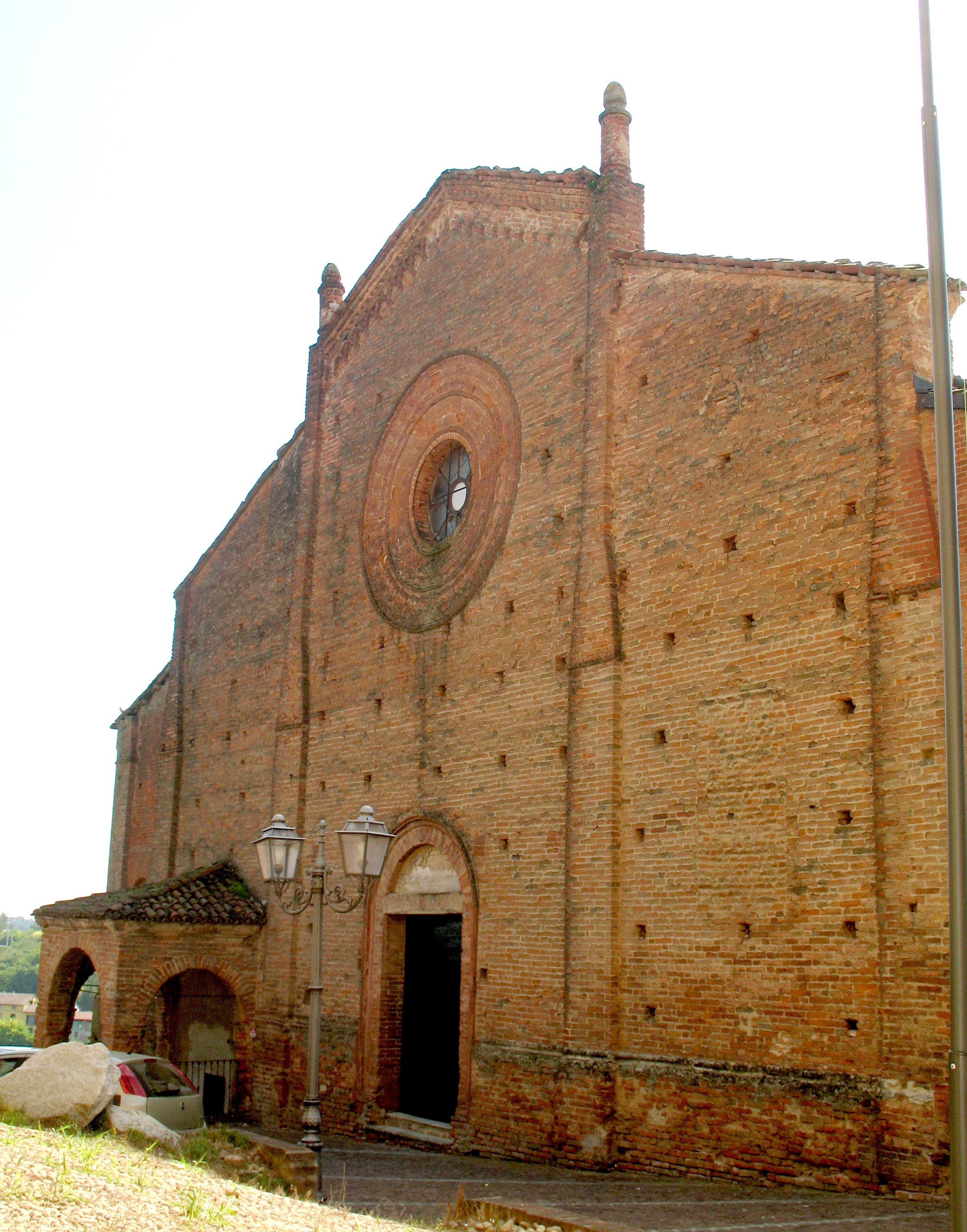
Il prospetto principale
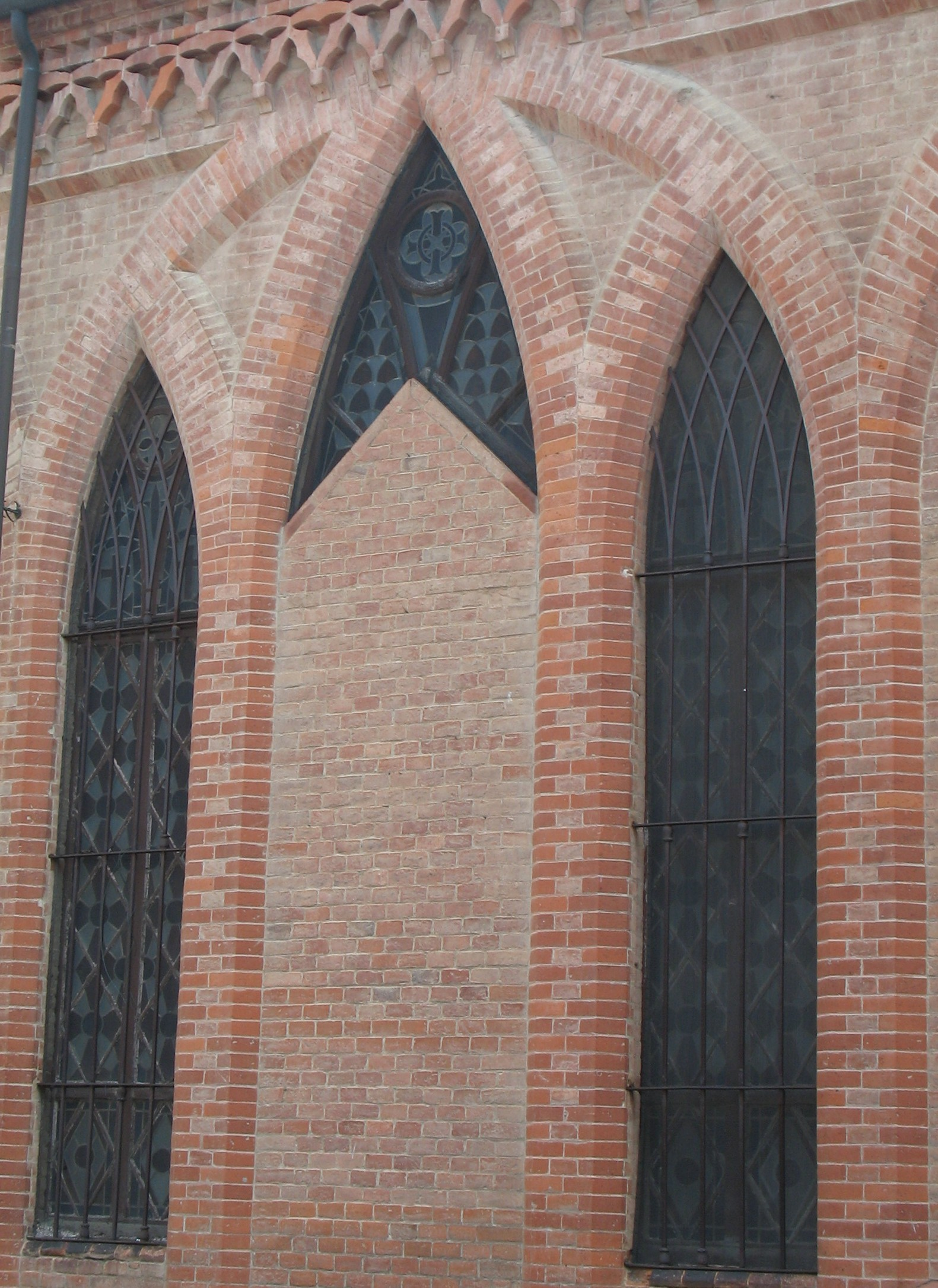
Particolare del prospetto laterale
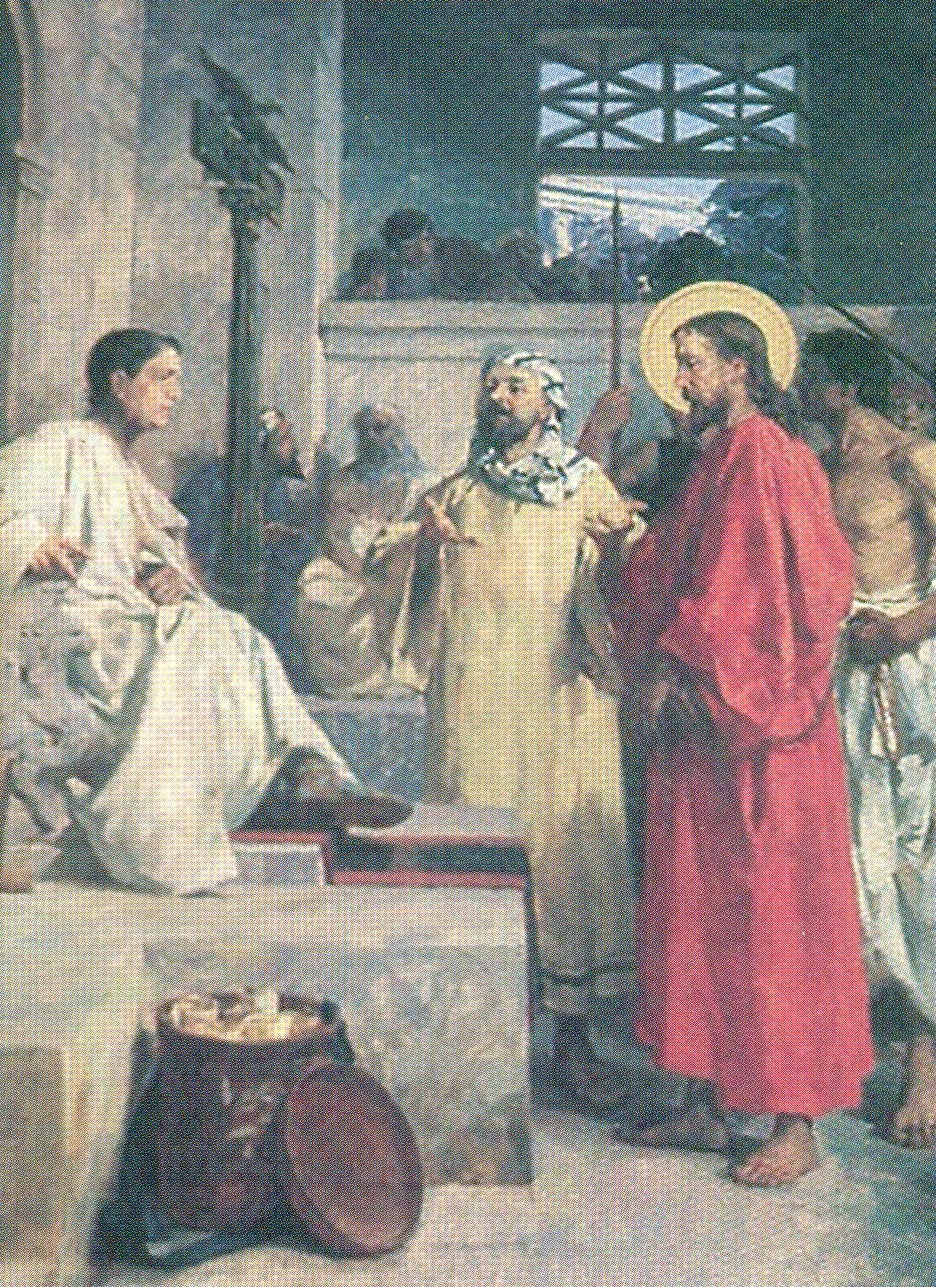
Gesù condannato a morte, Paolo Gaidano